# Az Egyesült Államok és Kína kapcsolatai
Kína és az Egyesült Államok kapcsolatai a 21. század elején – jelentős és változatos történelmi múlt után – a világ két legerősebb gazdaságú országa, az Amerikai Egyesült Államok és a Kínai Népköztársaság közötti kapcsolatokat jelentik, így hatalmas befolyással vannak az egész világ gazdasági és politikai helyzetére.

## A két ország összehasonlító adatai a 21. század elején
|                                                              | Kínai Népköztársaság | Egyesült Államok |
| ------------------------------------------------------------ | --- | --- |
| Lakosság                                                     | 1.368.260.000 (2015 februári becslés) | 320.415.000 |
| Népesség növekedési üteme                                    | 0,44% (2014 est.) | 0,77% (2014 est.) |
| A városi lakosság aránya                                     | 50,6% (2011) | 82,4% (2011) |
| Terület                                                      | 9.596.961 km² | 9.857.306 km² |
| Népsűrűség                                                   | 144/km² | 34,2/km² |
| Főváros                                                      | Peking (Beijing) | Washington, D.C. |
| Legnagyobb város                                             | Sanghaj (Shanghai) – 24.150.000 | New York – 8.405.837 |
| Kormányzat                                                   | pártállami szocialista ország | föderális, elnöki rendszerű parlamenti demokrácia |
| Első vezető                                                  | Mao Ce-tung (Mao Zedong) | George Washington |
| Elnök 2015-ben                                               | Hszi Csin-ping (Xi Jinping) | Barack Obama |
| Fő nyelvek                                                   | kínai | angol spanyol |
| Fő vallások                                                  | Kína hivatalosan ateista állam 52,2% felekezet nélküli 21,9% népi vallások 18,2% buddhista 5,1% keresztény 1,8% iszlám < 0,1% hindu < .1% zsidó 0,7% más, köztük taoista) | 53,1% protestáns keresztény 23,9% római katolikus 16,1% felekezet vagy vallás nélküli 1,7% zsidó 1,7% mormon 1,6% más keresztény .7% buddhista .6% iszlám 2,5% más |
| Etnikai csoportok                                            | 91,6% han kínaiak 56 elismert kisebbség | 62,6% fehér (nem spanyol ajkú) (2013. július) 17,1% spanyol ajkú (2013. július) 13,2% afroamerikai (2013. július) 5,3% ázsiai (2013. július) 2,4% kettő vagy több rassz keveredése 0,77% amerikai indián vagy alaszkai bennszülött (eszkimó, aleut) 0,2% csendes-óceáni bennszülött amerikai |
| Nominális GDP                                                | $10,355 trillió | $17,416 trillió |
| Egy főre jutó bruttó hazai termék (GDP)                      | $7.572 | $54.678 |
| Bruttó hazai termék vásárlóerő-paritáson                     | $17,632 trillió | $17,416 trillió |
| Egy főre jutó bruttó hazai termék (GDP) vásárlóerő-paritáson | $12.893 | $54.678 |
| GDP növekedési üteme                                         | 7,5% | 4,6% |
| Gini-index                                                   | 47,4 | 36,9 |
| Emberi fejlettségi index                                     | 0,719 | 0,914 |
| Hivatalos pénznem                                            | Renminbi (yuan) (¥) | amerikai dollár ($) |
| Egymás országaiban élő állampolgárok                         | 110.000 amerikai Kínában | 3.794.673 kínai az Egyesült Államokban |
| Katonai kiadások                                             | $188 milliárd | $640 milliárd |
| Hadsereg létszáma                                            | 4.585.000 | 2.927.754 |
| Angolul beszélők száma                                       | 10.000.000 | 294.469.560 |
| Munkaerő-állomány                                            | 787.600.000 | 156.080.000 |
| Mobiltelefonok száma                                         | 1.046.510.000 | 327.577.529 |

## Az Egyesült Államok kapcsolatai Kínával a császárság korától a kínai kommunista forradalom győzelméig
Az Egyesült Államok és Kína kapcsolatfelvételére az amerikai függetlenségi háború után igen korán, már 1784-ben sor került, mikor is az Empress of China nevű vitorlás megérkezett Kantonba. Az USA Kína irányában próbált kitörni az angolok kereskedelmi gyűrűjéből, emiatt a 19. század folyamán virágzó gazdasági kapcsolatok alakultak ki a két állam között, melyeket az  1844-ben megkötött Wangxiai szerződés rendezett. A XIX. század folyamán számos kínai vendégmunkás, ún. kuli költözött át az Egyesült Államokba. Noha a kereskedelmi kapcsolatok élénkek voltak, az USA a század végéig nem rendelkezett jelentősebb hadiflottával, illetve tengerészeti bázisokkal a térségben. A spanyol-amerikai háború, Hawaii és Midway megszerzése után érezhetővé vált az amerikai katonai jelenlét - ekkorra azonban a többi gyarmatosító hatalom már elkezdte érdekszférákra osztani a Mandzsu császárságot. Ennek ellensúlyozására az USA meghirdette, és a többi állammal elfogadtatta az ún. Hay-doktrínát, mely biztosította, hogy az USA a többi gyarmatosító hatalommal egyenlő feltételek mellett vehet részt a kínai kereskedelemben (nyitott kapuk elve).
Az 1911-es polgári forradalom után az Egyesült Államok az először Szun Jat-szen, majd Csang Kaj-sek vezette  Kínai Köztársaságot ismerte el az egyedüli legitim kínai kormánynak, noha az ország ekkor tulajdonképp darabokra hullott és az egyes területek saját kormányzatot hoztak létre.
A két világháború közötti kínai-amerikai viszonyra a fokozódó japán agresszió nyomta rá a bélyegét. A kínaiak ellen viselt  
második kínai-japán háború háború, a Mandzsukuo nevű japán bábállam létrehozása Pu Ji,
korábbi császár vezetésével az amerikai közvéleményt és a kormányzatot a kínaiak oldalára állította. Mandzsukuo létrejötte nyomán fogalmazódott meg az ún. Stimson-doktrína, melynek értelmében az Egyesült Államok nem hajlandó elismerni olyan területi változásokat, melyek a fennálló nemzetközi jog ellenére mentek végbe. A japán kegyetlenkedések, különösen pedig a nankingi mészárlás nyomán nem hivatalos úton amerikai fegyverek érkeztek az országba, az USA hadbalépése után pedig a megalakult az ún. Repülő Tigrisek nevű amerikai önkéntes  pilótákból álló alakulat, mely a kínai harcosokat támogatta a megszállók ellen a Kína–Burma–India hadszíntéren híressé vált P-40-es vadászgépeikkel.
A háború alatt Csang Kaj-seket hadviselő félnek ismerték el, és ilyen minőségben a kínai küldöttség részt vehetett az 1943-as kairói konferencián. Roosevelt elnök háború utánra szóló terveiben Kínának fontos szerep jutott: egyike lett volna a Négy csendőrnek, mely a világ rendjéért felelt volna. Kína ennek megfelelően az ENSZ alapító tagja, valamint a Biztonsági Tanács állandó tagja lett.
A japán fegyverletételt követően azonban a kiújult kínai polgárháborúban az amerikaiak által támogatott Csang Kaj-sek vereséget szenvedett, és híveivel kénytelen volt átköltözni Tajvan szigetére. Az USA a 70-es évekig nem ismerte el a Kínai Népköztársaságot, hanem a tajvani kormányzatot tartotta Kína egyedüli legitim kormányának, ennek megfelelően a BT-be is a tajvani kormány delegálhatott állandó kínai tagot. Az Egyesült Államokban ezzel egyidejűleg komoly viták kezdődtek el arról, hogy ki a felelős Kína elvesztéséért. A demokratákat hibáztató ún. Kína-lobbi tagjai, közöttük a Ki veszítette el Kínát című könyvet író Douglas MacArthur tábornok propaganda-tevékenysége hozzájárult, hogy az 1950-es választásokat Eisenhower tábornok nyerte meg.
A kínai kommunisták több alkalommal (1954, 1958) is ágyúzták a Tajvanhoz tartozó partmenti kis szigeteket. Ez hozzájárult ahhoz, hogy az USA és Tajvan között 1954-ben védelmi szerződés született, melyben Washington garantálta Tajvan védelmét.

## A kínai-amerikai kapcsolatok helyreállítása az 1970-es évek elején
Kína és az Egyesült Államok kapcsolatára az 1949 és 1969 közötti két évtizedben az ellenségeskedés volt a jellemző, ami nem csak a világpolitikát akkoriban meghatározó hidegháború jegyében folyt, hanem a koreai háború idején közvetlen katonai harcot is jelentett a két ország fegyveres erői között. A kibontakozó indokínai, majd vietnámi háborúban Kína eleinte szintén a kommunistákat támogatta az amerikaiak által támogatott franciák, majd maguk az amerikaiak ellenében.
A hatvanas évek végére azonban a két állam vezető köreiben különböző okokból, de nagyjából egy időben felmerült a kérdés: lehetséges-e a kétoldalú kapcsolatok fejlesztése, és milyen előnyök származhatnának ebből? A Henry Kissinger által irányított amerikai és a Csou En-laj vezette kínai diplomácia elsősorban geopolitikai okokból, konkrétabban a Szovjetunió befolyásának visszaszorítására törekedve, pozitív választ adott ezekre a kérdésekre, bár ehhez mindkét félnek jelentős pszichológiai akadályokat kellett leküzdenie.
Kínában ezt a gyökeres irányváltást úgy kellett megtenni, hogy a vezetés „ne veszítse el arcát” a közvélemény előtt, amelybe két évtizeden át sulykolta antiimperialista és konkrétan Amerika-ellenes ideológiai elveit. Tovább nehezítette a helyzetet a folyamatban lévő vietnámi háború, ami miatt a kommunista szövetséges elárulásának vádja is felmerülhetett. Az Egyesült Államok hasonlóképpen az évtizedes hideg- és „melegháborús” ellenféllel való kiegyezésre készült, ami a hazai közvélemény előtt szintén komoly magyarázatra szorult. A két fél belső mérlegelése alapján azonban a várható előnyök jóval meghaladták a főleg propagandisztikus nehézségeket.
Kínát elsősorban a biztonságpolitika szempontjai késztették az útkeresésre ebben az irányban. A kor két szuperhatalma, az Egyesült Államok és a Szovjetunió közül az utóbbit ítélték a maguk számára sokkal veszélyesebbnek, a hosszú közös határ, a szovjet hadsereg nyomasztó technikai és főleg nukleáris fölénye miatt. Ezt az érzést csak erősítette a Varsói Szerződés csapatainak csehszlovákiai inváziója 1968 augusztusában. A KKP IX. kongresszusa 1969-ben már egyértelműen a szovjet „szociálimperializmust” ítélte agresszívebbnek és veszélyesebbnek Kína számára. Ennek ellenére szűkebb a vezetésen belül is jelentős ellenállásba ütközött az amerikaiak felé történő nyitás politikája, az addig érvényes, a „kettős ellenség elleni harc” stratégiájának átértékelése.

Az Egyesült Államokban a kapcsolatfelvétel melletti legfontosabb érv a vietnámi háború tehertétele volt. J. William Fulbright szenátor, a külügyi biztosság elnöke határozottan sürgette a kapcsolatok megjavítását Kínával. Kijelentette:

„Végtére is annak lehetősége, hogy tisztességes és tartós békét érjünk el Vietnámban, a legszorosabban összefügg Kínával és Kínának a külvilághoz való viszonyával, mert Kína Ázsia legfőbb hatalma és bármit teszünk vagy mondunk, az is marad.”

– J. William Fulbright

### A kapcsolatfelvétel lépései
Kínai oldalon Csou En-laj miniszterelnök, aki hagyományosan a külkapcsolatok legfőbb irányítója is volt, amerikai oldalon Henry Kissinger, Richard Nixon elnök nemzetbiztonsági főtanácsadója, majd külügyminisztere is, voltak a kapcsolatfelvétel fő felelősei. A folyamat apró gesztusokkal indult, amit később a „kis lépések politikájának” neveztek el. Már 1968 novemberében javasolta a kínai fél a két állam közötti addigi egyetlen, esetenként működő diplomáciai kapcsolat, a varsói nagykövetek közötti találkozók felújítását 1969 februárjára (bár erre aztán csak 1970 januárjában került sor). Az Egyesült Államok 1969 júniusában enyhítette a Kínával szembeni kereskedelmi és utazási korlátozásokat, 1969 októberében pedig kivonta a tajvani szorosból két, addig rendszeresen ott járőröző hadihajóját. 1970 decemberében a kínai diplomácia titkos csatornákon keresztül jelezte az Egyesült Államoknak, hogy szívesen látnák Nixon elnök különmegbízottjának látogatását Pekingben. Mao decemberben interjút adott régi ismerősének, Edgar Snow-nak, és jelezte, hogy könnyíteni kívánják az amerikaiak beutazását, sőt személyesen is szívesen találkozna Nixon elnökkel. 1971 áprilisában meghívást kapott Kínába az amerikai asztalitenisz-válogatott, tagjait Csou En-laj is fogadta. Ez az esemény már világszerte nagy nyilvánosságot kapott, és a sajtó ettől kezdve használta a „pingpong-diplomácia” kifejezést.

### A tárgyalások témái
A tárgyalások témái szintén megmutatták a két fél közötti óriási politikai távolságokat. Kína számára elsősorban Tajvan kérdése volt a fontos. Elsőrendű célja volt, hogy elismertesse partnerével: egy Kína van, és az a Kínai Népköztársaság, amely jogosan igényt tart tartományára, Tajvanra. Az amerikaiak számára Vietnám kérdése volt az első, támogatást kívántak szerezni ahhoz, hogy a saját elképzeléseiknek megfelelően szabadulhassanak meg ettől a konfliktustól.
E nagyrészt kibékíthetetlen ellentétek mellett azonban volt egy közös érdek: ez pedig a szovjet befolyás visszaszorítása. Kissinger ezt a maga részéről úgy fogalmazta meg: az az amerikai érdek, hogy mind a Szovjetunióval, mind pedig Kínával közelebbi kapcsolatot építsenek ki, mint amit azok egymással tartanak. (Ezzel ugyanis elkerülhető, hogy egyszerre mindkettővel szembekerüljenek.) Kína pedig a kulturális forradalom miatti elszigeteltségen kívánt lazítani és a „két fő ellenség” egyikét semlegesíteni.

### Az érdemi tárgyalások – a sanghaji kommüniké
Hosszas diplomáciai előkészítő munka után Kissinger 1971. július 8. és 11. között Pekingben titkos tárgyalásokat folytatott, majd október 20-26 között immár nyilvánosan bejelentett tárgyalásokra érkezett oda, és ez alkalommal körvonalazták azt a megállapodást, ami lehetővé tette Nixon pekingi látogatását. Az egyik fő eredmény már Kissinger második pekingi útjával egy időben tető alá került: október 25-én egy úgynevezett albán javaslat alapján a Kínai Népköztársaságot felvették az ENSZ-be Tajvan helyére.
Nixon 1972. február 21-én érkezett Pekingbe, ahol fogadta Mao, de fő tárgyalópartnere Csou En-laj volt. A nehéz tárgyalások eredményeit a február 28-án kiadott történelmi jelentőségű sanghaji kommüniké foglalt össze a nyilvánosság számára. Ez igen sajátos dokumentum volt, mert a szokásos, a közös álláspontot tartalmazó részek mellett részletesen foglalkozott a külön, eltérő álláspontokkal. Az egyetértést tartalmazó részekben Kína számára a legfontosabb annak rögzítése volt, hogy egyik fél sem törekszik hegemóniára, egyeduralomra a világpolitikában. (Kína a Szovjetuniót vádolta folyamatosan a hegemóniára törekvéssel.) Leszögezték, hogy nem vesznek részt a másik fél ellen irányuló egyezményekben, elutasítják a világ érdekövezetekre való felosztását.
A kétoldalú deklarációknak az a szokásos eleme, hogy ösztönzik a kétoldalú gazdasági, kereskedelmi, tudományos, kulturális és sportkapcsolatok fejlesztését, ezúttal rendkívül fontos konkrét tartalmat hordozott, hiszen két évtizedes teljes elzárkózásnak vetett véget.
A sanghaji kommünikében Kína a maga részéről leszögezte, hogy Tajvan Kína egy tartománya, felszabadítása Kína belügye, ki kell vonni onnan az amerikai haderő egységeit. Megerősítették, hogy Kína szembeszáll minden olyan kísérlettel, ami „két Kína” létrehozására irányulna, azaz Tajvan függetlensége ellen is. Az amerikai álláspont ezzel kapcsolatban diplomáciai mestermunka – de Kína győzelmét jelenti. Eszerint „az Egyesült Államok tudomásul veszi, hogy a Tajvani-szoros két oldalán élő valamennyi kínainak az a véleménye, hogy csak egyetlen Kína van, és hogy Tajvan Kína része.” Ezt a kijelentést az tette lehetővé, hogy a Tajvant 1949 óta kormányzó Kuomintang-rendszer abban az időben is híve maradt annak a fikciónak, hogy ő képviseli egész Kínát, és fenntartotta igényét a kontinentális Kína visszaszerzésére is. Az amerikai fél reményét fejezte ki, hogy a kínaiak maguk fogják a tajvani kérdést békésen rendezni és ezzel kapcsolatban kijelentette: végső célja minden amerikai fegyveres erő és katonai eszköz visszavonása Tajvanról.
A két fél az összes aktuális regionális kérdést áttekintette. Különösen fontos volt az Egyesült Államok számára, hogy megnyugtassa Japánt, ezért leszögezte: „a legmagasabbra értékeli a Japánhoz fűződő baráti kapcsolatait”. Kína viszont ezzel kapcsolatban, a kínai-japán kapcsolatok terhes múltjára való tekintettel, azt tartotta szükségesnek hangsúlyozni, hogy „határozottan szembeszáll a japán militarizmus újraélesztésével”, valamint „független, demokratikus, békés és semleges Japánt” szeretne.
A fordulat a kínai-amerikai kapcsolatokban Kína számára a – az ENSZ Biztonsági Tanácsa állandó tagságával együtt – a globális szerep visszanyerését, stratégiai győzelmet jelentett úgy, hogy egyetlen kérdésben sem kényszerült saját álláspontja feladására. Egyidejűleg közvetve, kimondatlanul, de részese lett a szovjet-amerikai kapcsolatok alakításának is.
Az amerikai Watergate-botrány és Nixon elnök lemondása megakasztotta a kínai-amerikai kapcsolatok fejlődésének lendületét. Gerald Ford elnök a szovjet-amerikai kapcsolatok enyhülésére („détente”) helyezte a hangsúlyt. Vlagyivosztoki találkozója Brezsnyevvel a helyszín megválasztása miatt külön irritálta a kínaiakat. Ezért és kínai belpolitikai okok miatt is a kínai-amerikai kapcsolatokban a hetvenes évek végéig stagnálási periódus következett. Ekkoriban dolgozta ki Kína  a három világ elméletét, amit 1974-ben Mao elnök említett meg először, majd Teng Hsziao-ping fejtett ki részletesen az ENSZ-közgyűlésen tartott beszédében. Eszerint a világ országainak első csoportját az Amerikai Egyesült Államok és a Szovjetunió, a két szuperhatalom adja, a másodikat a közbeeső országok, mint Japán, Európa, Kanada, a harmadikat pedig a fejlődő világ alkotja, aminek Kína maga is része. Ezzel Peking számára ideológiailag a szocialista országok közössége megszűnt létezni, fő ellenfele pedig a két szuperhatalom közül az általa veszélyesebbnek, agresszívabbnak tartott Szovjetunió lett. Ezt a kínai értékelést csak megerősítette az Egyesült Államok vietnámi veresége és kivonulása.